# Aurelia, Civitavecchia
Aurelia är en frazione i kommunen Civitavecchia inom storstadsregionen Rom i regionen Lazio i Italien. 
Järnvägsstationen Aurelia på linjen Civitavecchia-Orte invigdes år 1928, men lades ned år 1961.

### Webbkällor
- ”Ferrovia Orte – Fabrica di Roma – Capranica Sutri – Civitavecchia” (på italienska). Ferrovie Abbandonate. Associazione Italiana Greenways. Arkiverad från originalet den 26 januari 2020. https://archive.today/20200126070654/https://www.ferrovieabbandonate.it/linea_dismessa.php?id=42&id=42. Läst 26 januari 2020.